# Quintana Roo (kommun)
Quintana Roo är en kommun i Mexiko.   Den ligger i delstaten Yucatán, i den östra delen av landet, 1 100 km öster om huvudstaden Mexico City. Antalet invånare är 942. Arean är 139 kvadratkilometer.
Terrängen i Quintana Roo är mycket platt.